# ヌィグメト・ヌルマコフ
ヌィグメト・ヌルマコヴィチ（ヌルマクル）・ヌルマコフ（ロシア語: Ныгмет Нурмакович Нурмаков、カザフ語: Нығмет Нұрмақұлы Нұрмақов、1895年4月25日 - 1937年9月27日）は、ソビエト連邦内カザフスタンの政治家。

## 生涯

### 前半生
1895年4月25日、ロシア帝国セミパラチンスク州クーで生まれ、村のロシア人学校からカルカリンスクの2年制ロシア人＝カザフ人学校へ進んだ。1911年にロシア人＝カザフ人校を卒業。同年にオムスクで開かれたロマノフ朝300周年記念農業博覧会に通訳として赴き、地理学者のグリゴリー・ポターニンやオムスク神学校教員のアレクサンドル・セデリニコフと出会った。彼らの助力を得てオムスク神学校に入学し、在学中はサケン・セイフッリン、マグジャン・ジュマバエフ、ムフタル・サマトフ (kk) らとともに文化教育団体「ビルリク」(ru) を設立した。

### 革命期
1915年に神学校を卒業し、同年から翌1918年まではカルカリンスクのロシア人＝カザフ人神学校で教えつつ、労働者ソビエト「ダラ・オダグィ」を結成。1917年秋にはその議長に就いた。1918年2月から5月まではカルカリンスク郡 (ru) ソビエト議員・書記も務めたが、ほどなく「ダラ・オダグィ」はアレクサンドル・コルチャークによって解散させられ、ヌルマコフも同志たちとともに逮捕され、18か月間収監された。1919年2月に釈放された後、労働者ソビエトの創設中にボリシェヴィキのP・バビンやイヴァン・ラトチェンコと出会い、自身もボリシェヴィキへ加盟。1920年から1921年まではカルカリンスク郡とセミパラチンスク州の執行委員会、革命委員会で活動し、同年10月には革命裁判所長官を務めた。

### カザフスタンでの活動
翌1922年2月にはオレンブルクへ移って党キルギス州委副議長に就き、同年10月の第3回全キルギス・ソビエト大会においてキルギス執行委参議会議長に選出され、キルギス自治社会主義ソビエト共和国最高革命裁判所を指揮した。同時期には検察官や法務委員部参議会メンバーとして活動し、翌1923年2月19日にキルギス自治共和国最高裁がロシア共和国最高裁の部局に再編されてからも、その長官に留任し秋まで務めた。同年5月から翌1924年9月9日までは法務人民委員も務め、その短い任期の間に捜査機関の言語をカザフ語に、司法官の6割をカザフ人にすることに成功した。同時に文芸分野では『カザク・ティピ』紙や『クィズィル・カザクスタン』(ru) 誌も編集している。
その後は数か月間党キルギス州委煽動・宣伝部部長に就き、1924年10月から1929年4月までの4年4か月間、キルギス自治共和国およびカザク自治共和国の人民委員会議議長を務めた。その人民委員会議議長としての任期において、カザフスタンではエキバストゥズ、カラガンダやバルハシュでの鉱床開発、そしてトルキスタン・シベリア鉄道の建設が開始され、またヌルマコフは首都のオレンブルクからクィズィル・オルダへの、そしてアルマ・アタへの遷都計画にも直接的な役割を果たした。さらにヌルマコフは憲法制定委メンバーやカザフ語アルファベット委議長も務め、カザフスタン初の演劇劇場の設立にも大きく貢献している。しかし、1929年4月には党カザク地方委責任書記フィリップ・ゴロシチョーキンとの対立が限界に達し、ヌルマコフはモスクワへ召喚された。そして「富裕層からの没収」令に署名することを余儀なくされたが、その政策のいき過ぎには公然と反対意見を述べている。

### 後半生
モスクワでは同年に党中央委附属高等党学校 (ru) を卒業し、1931年からは全ロシア中央執行委幹部会副議長、民族問題部部長や党カザク地方委とカザク自治共和国中央執行委のメンバーを務め、シベリアや沿ヴォルガにも派遣された。しかし、1937年6月3日にモスクワの自宅で逮捕され、トゥラル・ルィスクロフと共謀してウラズ・イサエフとアブドッラ・アスィルベコフ (ru) にアルマ・アタとカラガンダで反革命組織を結成させたことを「認めた」。ヌルマコフは9月27日、NKVDトロイカによる15分の審理の後に死刑判決を下され、同日モスクワでアリハン・ブケイハノフとともに銃殺された。
妻や2人の弟（建築技師カメル (kk) と医学者アマン (kk) の父）も逮捕され、それぞれ収容所へ送られた。妻は当初死刑判決を受けていたが、子供がいることを考慮して懲役刑に減刑され、その後19年間をアクモリンスク祖国反逆者の妻ラーゲリなどで過ごした。夫妻の2人の子供も孤児院へと送られた。娘はそこで死去したが、息子は生き延び、さらに大祖国戦争にも従軍し生還した。
その後ヌルマコフは新ドン墓地に葬られていたが、1956年8月に名誉回復がなされた。ヌルマコフの名は、アルマトイ、クズロルダ、カラガンダ、カルカラルとエギンドゥブラクの通り、カラガンダ第2寄宿学校に付けられ、また故郷の村とアルマトイの旧居にも記念碑が存在する。